# Kabinett Tōjō

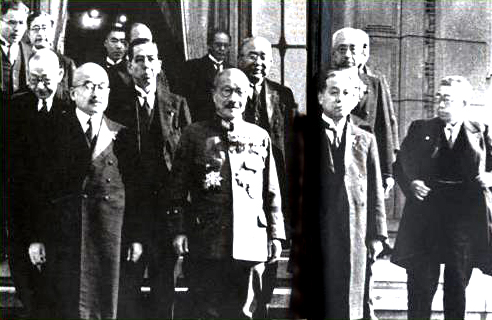
Das Kabinett Tōjō bei Amtsantritt.

Das Kabinett Tōjō (jap. 東條内閣, Tōjō naikaku) regierte Japan unter Premierminister Tōjō Hideki vom 18. Oktober 1941 bis zum 22. Juli 1944.
Im fünften Kriegsjahr auf dem Festland trat Premierminister Fürst Konoe Fumimaro nach dem Scheitern der Verhandlungen über einen Ausgleich mit den Vereinigten Staaten am 16. Oktober 1941 zurück. Der Shōwa-Tennō (Hirohito) berief gegen die Empfehlung Konoes den bisherigen Heeresminister General Tōjō Hideki zum Nachfolger. Während sich Außenminister Tōgō Shigenori noch um Verhandlungen bemühte und Sonderbotschafter Kurusu Saburō nach Washington entsandte, hielten führende Teile der Armee eine militärische Konfrontation bereits für unausweichlich. Wenige Wochen später, am 1. Dezember 1941, informierte die achte Gozen Kaigi den Tennō über die bevorstehende Eskalation: Mit dem Angriff auf Pearl Harbor und die europäischen Kolonien in Südostasien weitete Japan den Krieg auf die Alliierten aus.
Tōjō übernahm als gleichzeitiger Premier-, Innen-, Heeresminister und aktiver General umfassende Kontrolle über Militär, Polizei und Innenpolitik. Parlament, Parteien und Medien waren bereits seit Kriegsbeginn 1937 durch Sondervollmachten der Regierung und die Schaffung des Taisei Yokusankai weitgehend ihres Einflusses beraubt worden.
Im April 1942 wurde die einzige Parlamentswahl während des Krieges durchgeführt, die 21. Wahl zum Shūgiin, dem Unterhaus, bei der Kandidaten des Taisei Yokusankai 381 der 466 Sitze gewannen. Im Mai wurde im Parlament die Einheitsfraktion Yokusan Seijikai gebildet, wobei im Kizokuin, dem Herrenhaus, die bestehenden Fraktionen weiter bestanden.
Angesichts des nach Anfangserfolgen 1941/42 schlechten Kriegsverlaufes trat Tōjō im Juli 1944 kurz nach der verheerenden Schlacht in der Philippinensee und dem Verlust Saipans zurück. Der bisherige Generalgouverneur von Korea, Koiso Kuniaki, wurde zu seinem Nachfolger ernannt.

## Staatsminister

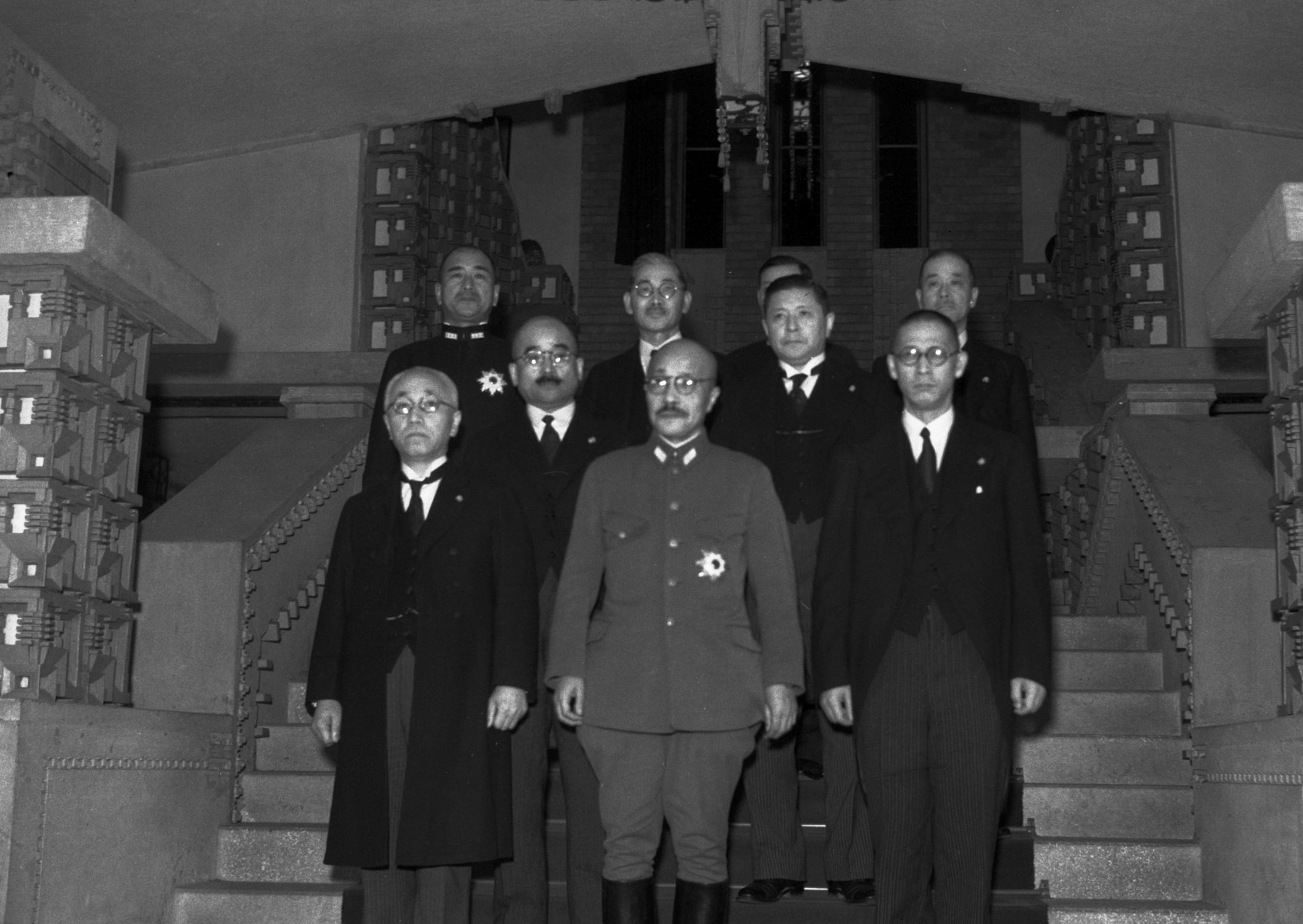
Nach der ersten Kabinettssitzung in der Kantei (von links nach rechts; vordere Reihe: Hashida, Tōjō, Suzuki; mittlere Reihe: Koizumi, Ino; hintere Reihe: Shimada, Tōgō, Terajima, Iwamura).

| Amt                                                           | Name                                               | Kammer (Wahlkreis)    | Fraktion         |
| ------------------------------------------------------------- | -------------------------------------------------- | --------------------- | ---------------- |
| Premierminister                                               | General Tōjō Hideki                                | –                     | –                |
| Außenminister                                                 | Tōgō Shigenori bis 1. September 1942               | –                     | –                |
| Außenminister                                                 | General Tōjō Hideki bis 17. September 1942         | –                     | –                |
| Außenminister                                                 | Tani Masayuki bis 20. April 1943                   | –                     | –                |
| Außenminister                                                 | Shigemitsu Mamoru                                  | –                     | –                |
| Innenminister                                                 | General Tōjō Hideki bis 17. Februar 1942           | –                     | –                |
| Innenminister                                                 | Yuzawa Michio bis 20. April 1943                   | –                     | –                |
| Innenminister                                                 | Generalleutnant Andō Kisaburō                      | –                     | –                |
| Finanzminister                                                | Kaya Okinori bis 19. Februar 1944                  | Kizokuin              |                  |
| Finanzminister                                                | Ishiwata Sōtarō                                    | Kizokuin              | Kenkyūkai        |
| Heeresminister                                                | General Tōjō Hideki                                | –                     | –                |
| Marineminister                                                | Admiral Shimada Shigetarō bis 17. Juli 1944        | –                     | –                |
| Marineminister                                                | Admiral Nomura Naokuni                             | –                     | –                |
| Justizminister                                                | Iwamura Michiyo                                    | –                     | –                |
| Kultusminister                                                | Hashida Kunihiko bis 20. April 1943                | –                     | –                |
| Kultusminister                                                | General Tōjō Hideki bis 23. April 1943             | –                     | –                |
| Kultusminister                                                | Vizegraf Okabe Nagakage                            | Kizokuin              | Kenkyūkai        |
| Minister für Landwirtschaft und Forsten bis 1. November 1943  | Ino Hiroya bis 20. April 1943                      | –                     | –                |
| Minister für Landwirtschaft und Forsten bis 1. November 1943  | Yamazaki Tatsunosuke                               | Shūgiin (Fukuoka 3)   | Yokusan Seijikai |
| Minister für Industrie und Handel bis 1. November 1943        | Kishi Nobusuke bis 8. Oktober 1943                 | Shūgiin (Yamaguchi 2) | Yokusan Seijikai |
| Minister für Industrie und Handel bis 1. November 1943        | General Tōjō Hideki                                | –                     | –                |
| Minister für Landwirtschaft und Industrie ab 1. November 1943 | Yamazaki Tatsunosuke bis 19. Februar 1944          | Shūgiin (Fukuoka 3)   | Yokusan Seijikai |
| Minister für Landwirtschaft und Industrie ab 1. November 1943 | Uchida Nobuya                                      | Shūgiin (Ibaraki 1)   | Yokusan Seijikai |
| Munitionsminister ab 1. November 1943                         | General Tōjō Hideki                                | –                     | –                |
| Kommunikationsminister bis 1. November 1943                   | Vizeadmiral Terajima Ken bis 8. Oktober 1943       | – → Kizokuin          |                  |
| Kommunikationsminister bis 1. November 1943                   | Hatta Yoshiaki                                     | Kizokuin              | Kenkyūkai        |
| Eisenbahnminister bis 1. November 1943                        | Vizeadmiral Terajima Ken bis 2. Dezember 1941      | – → Kizokuin          |                  |
| Eisenbahnminister bis 1. November 1943                        | Hatta Yoshiaki                                     | Kizokuin              | Kenkyūkai        |
| Minister für Verkehr und Kommunikation ab 1. November 1943    | Hatta Yoshiaki bis 19. Februar 1944                | Kizokuin              | Kenkyūkai        |
| Minister für Verkehr und Kommunikation ab 1. November 1943    | Gotō Keita                                         | –                     | –                |
| Kolonialminister bis 1. November 1942                         | Tōgō Shigenori bis 2. Dezember 1942                | Kizokuin              | Mushozoku Kurabu |
| Kolonialminister bis 1. November 1942                         | Ino Hiroya                                         | –                     | –                |
| Großostasienminister ab 1. November 1942                      | Aoki Kazuo                                         | Kizokuin              | Kenkyūkai        |
| Sozialminister                                                | Generalleutnant Koizumi Chikahiko                  | –                     | –                |
| Staatsminister                                                | Generalleutnant Suzuki Teiichi                     | –                     | –                |
| Staatsminister                                                | Kishi Nobusuke ab 8. Oktober 1943                  | Shūgiin (Yamaguchi 2) | Yokusan Seijikai |
| Staatsminister                                                | Generalleutnant Andō Kisaburō ab 9. Juni 1942      | –                     | –                |
| Staatsminister                                                | Ōasa Tadao ab 20. April 1943                       | Shūgiin (Kumamoto 1)  | Yokusan Seijikai |
| Staatsminister                                                | Aoki Kazuo 17. September 1942 bis 1. November 1942 | Kizokuin              | Kenkyūkai        |
| Staatsminister                                                | Gotō Fumio ab 26. Mai 1943                         | Kizokuin              | Kenkyūkai        |
| Staatsminister                                                | Fujiwara Ginjirō ab 17. November 1943              | –                     | –                |

## Andere Positionen
| Amt                        | Name            | Kammer (Wahlkreis) | Fraktion  |
| -------------------------- | --------------- | ------------------ | --------- |
| Chefkabinettssekretär      | Hoshino Naoki   | Kizokuin           | Kenkyūkai |
| Leiter des Legislativbüros | Moriyama Eiichi | Kizokuin           |           |